# THE ブロックくずし
『THE ブロックくずし』（ザ ブロックくずし）は、ディースリー・パブリッシャーより1999年8月14日に発売されたPlaystation用ブロック崩しゲーム。開発は株式会社タムソフト。SIMPLEシリーズ14番目の作品。

## 概要
ボールに回転をかけて貫通力を加える「スカッシュ」打法や、ボールの軌道や速度の変更を可能にする「盤揺らし」等、当時のブロック崩しには無いシステムを実装した。2P協力モード搭載。